# سی کمپانی
سی کمپانی یا شرکت سی (به انگلیسی: C Company) فیلمی هندی محصول سال ۲۰۰۸ و به کارگردانی ساچین یاردی است. در این فیلم بازیگرانی همچون توشار کاپور، انوپم کهیر، راجپال یاداو، رایما سن، میتون چاکرابورتی و دیلیپ پراباوالکار ایفای نقش کرده‌اند.